# Paprikahendl

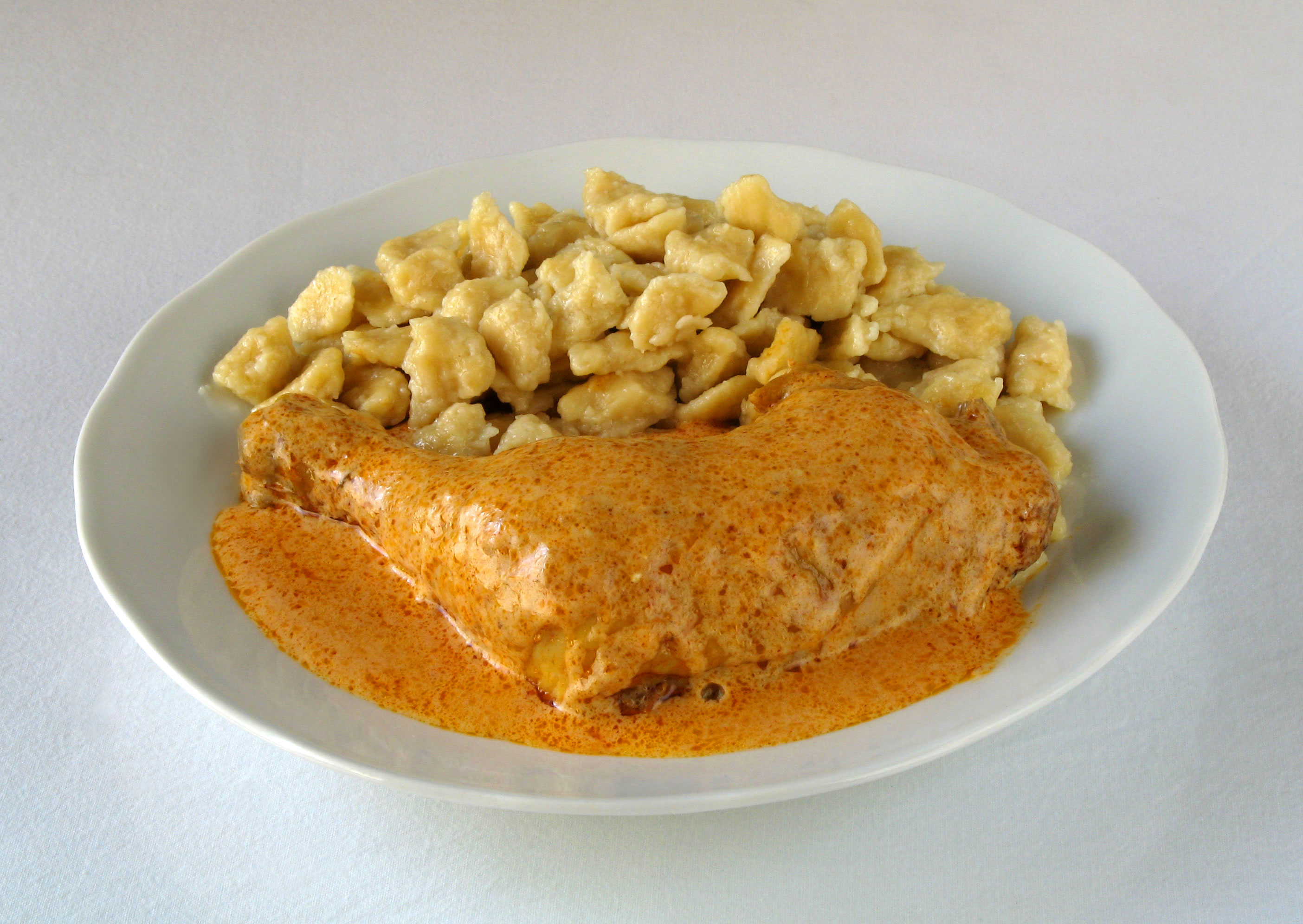
um paprikahendl

O paprikahendl (húngaro: Paprikás Csirke) é uma especialidade da gastronomia húngara e austríaca.
normalmente vai frango e pimenta em sua composição